# UC3 Nautilus
UC3 Nautilus fue un submarino privado danés. Fue botado el 3 de mayo de 2008 en Copenhague, Dinamarca. Se construyó durante tres años como un proyecto artístico por Peter Madsen y un grupo de voluntarios, y tuvo un coste aproximado de 1.5 millones de coronas danesas (aprox. 200.000 €). Este submarino era el tercero diseñado y realizado por Peter Madsen, y en el momento de ser botado, era el submarino privado más grande en el mundo.
El 11 de agosto de 2017, el submarino se hundió en la bahía de Køge. Al día siguiente la policía danesa lo sacó a tierra como parte de la investigación de la desaparición de una periodista sueca, Kim Wall, que fue vista por última vez a bordo del submarino. Como parte de la condena de Madsen por el asesinato de Wall, el submarino fue confiscado y posteriormente destruido por las autoridades en 2018.

## Botadura
El día de su botadura, el submarino desplazó solamente 32 toneladas y aún estaba incompleto. El Nautilus fue bautizado en una gran ceremonia en el lado del oeste de Refshaleøen. Posteriormente fue equipado durante los meses siguientes a su botadura.
Por agosto de 2008, el Nautilus podría navegar por su propia cuenta, puesto que se completó la construcción del motor de diésel principal. En el viaje inaugural el submarino fue tripulado por los antiguos miembros de la división de submarinos de la Armada Danesa. El objetivo era navegar con el submarino y evaluar su maniobrabilidad, evaluación que resultó favorable. En octubre de 2008, el Nautilus se sumergió por primera vez.

## Especificaciones
El Nautilus tiene capacidad para hasta ocho personas en operaciones de superficie y cuatro en operaciones sumergidas. Se desplaza a entre cinco y seis nudos, dependiendo del tiempo y si está sumergido o no.
El submarino tiene dos tanques de 1,500 litros con combustible y agua fresca. Los tanques de lastre principales, de 8,000 litros, son siempre llenados y vaciados con aire comprimido, y puede mover hasta 400 litros de agua por segundo. El submarino puede navegar desde la superficie a profundidad de periscopio en aproximadamente 20 segundos. El barco tiene teóricamente una profundidad límite de entre 400 y 500 metros pero, por precaución, solo se permite sumergir el submarino a 100 metros.
Tiene tubos lanzatorpedos o cualquier otro armamento, así como 16 ojos de buey para la observación directa. El periscopio tiene 5 cámaras de vídeo, proporcionando 360 grados de visión panorámica. La sala de los motores contiene dos motores diésel, de los cuales solamente uno es para propulsión directa. El otro hace de generador eléctrico proporcionando energía a la nave. Posee más de una tonelada de grandes baterías, 12 para ser exactos.
Nautilus tiene un tamaño de aproximadamente la mitad de la clase de submarinos daneses Tumleren. Casi la mitad de largo, la mitad de ancho, moviéndose a la mitad de la velocidad, y cuenta con alrededor de la mitad de los miembros de la tripulación. En la primavera de 2009, se instaló un sistema automático de snorkel, así que el submarino podría navegar sumergido únicamente gracias al motor diésel. En agosto de 2009, el submarino navegó fuera del puerto de Køge sumergido.
Nautilus puede ser operado por una persona sola desde la sala de control. Todos los controles e indicadores de flotabilidad, bombas, motores, presión de aire, comunicaciones, vídeo y otros sistemas eléctricos son accesibles desde el asiento del capitán. Sin embargo, a partir de julio de 2010, la tripulación de la sala de máquinas todavía necesitaba realizar el cambio manual de superficie a la configuración de buceo, configurando correctamente las válvulas para el tubo de escape y el escape del motor diésel.
Nautilus puede funcionar con su motor diésel durante ocho minutos bajo el agua. Dado que el motor diésel, a diferencia del motor eléctrico, requiere un suministro constante de aire para operar, utiliza el motor diésel mientras se está sumergido bajando la presión del aire a cerca de 10.000 pies sobre el nivel del mar ya que el motor ingiere aire desde el compartimento de la tripulación a menos que se utilice el snorkel.

## Misiones
En 2009, realizó un viaje alrededor de Refshaleøen, Copenhague, y el submarino fue visitado por un grupo de fanes de submarinos de Subsim, que durante un día intercambiaron operaciones submarinas simuladas por computadora por operaciones submarinas reales. Los desarrolladores de videojuegos de Ubisoft también estaban a bordo para encontrar inspiración para su juego de ordenador submarino, Silent Hunter 5. Quisieron operar válvulas y sistemas de lastre ellos mismos.
Nautilus era utilizado por sus constructores y varios otros para la recreación y para expediciones.
En enero de 2011, Nautilus regresó a Refshaleøen para ser llevado a tierra para mejoras y una revisión que se esperaba que durase varios meses. El 28 de abril de 2017, el submarino fue botado otra vez tras unas reparaciones y mejoras.

## Hundimiento
El 11 de agosto de 2017, el Nautilus debía haber navegado con su tripulación desde Copenhague para aparecer por la tarde en una exhibición en Bornholm. Sin embargo, la noche antes el propietario envió un mensaje de texto a un miembro de la tripulación cancelando el viaje.
A primera hora de la mañana el Nautilus fue reportado como desaparecido. La policía danesa visitó a un miembro de la tripulación del viaje cancelado para establecer quién estaba a bordo y se preparó una gran operación de búsqueda, usando helicópteros y barcos en la parte de Øresund, justo fuera del puerto de Copenhague.
Según un comunicado de prensa de la policía danesa, el submarino había dejado Refshaleøen sobre las 19:00 con dos personas a bordo: el propietario y la periodista sueca Kim Wall. A las 10:30 de la mañana siguiente, se hizo contacto visual con el submarino en el faro de Drogden en la Bahía de Køge, después de lo cual se estableció el contacto por radio. Según el propietario del barco, el submarino estaba en rumbo hacia el puerto. Alrededor de 30 minutos más tarde, el submarino de repente se hundió y el propietario fue rescatado por un barco privado que lo transportó al puerto. La policía sueca declaró posteriormente la desaparición de la periodista.
Más tarde ese día, la policía danesa acusó al propietario de un homicidio, sospechando que había hundido el submarino para ocultar o destruir pruebas. El propietario negó los cargos y declaró que dejó a la mujer en tierra en la punta de la Isla de Refshale cerca de un restaurante alrededor de las 22:30 de la noche anterior.
El submarino se hundió a una profundidad de 7 metros donde fue abordado por buceadores. Sin embargo, no era posible entrar en esas condiciones, por lo que al día siguiente un buque de carga utilizó su grúa para sacar el submarino con el fin de permitir que la investigación de homicidio verificara la declaración del propietario con respecto al hundimiento del barco. Al recuperar la nave, la periodista Kim Wall no se encontraba en su interior, aun así, el submarino se consideró escena de un crimen y el propietario del submarino fue detenido.
Como parte de la condena, la propiedad del submarino y todo su contenido fue transferida al Estado danés. Fue destruido por las autoridades en 2018.